# Villarrobledo
Villarrobledo (Albacete) község a spanyolországi Kasztília-La Mancha autonóm közösségben. Lakossága a 2007-es népszámlálás adatai alapján 25417 fő, területe pedig 862,41 km². Tengerszint feletti magassága 721 m.

## Népesség
A település lakosságának változását az alábbi diagram mutatja:
| Lakosok száma | 22 936 | 24 373 | 25 485 | 26 642 | 26 485 | 26 419 | 25 589 | 25 184 | 24 978 | 25 262 |
|               | 2001   | 2004   | 2006   | 2009   | 2011   | 2014   | 2016   | 2019   | 2021   | 2024   |